# Alismobates reticulatus
Alismobates reticulatus is een mijtensoort uit de familie van de Fortuyniidae. De wetenschappelijke naam van de soort is voor het eerst geldig gepubliceerd in 1992 door Luxton.